# Éclipse solaire du 12 juin 2029
L'éclipse solaire du 12 juin 2029 sera la 20e éclipse partielle du XXIe siècle.

## Zone de visibilité
Elle sera visible au niveau du nord et du centre de l'Europe, du nord de la Russie, de l'Arctique, du Groenland et du nord de l'Amérique du Nord.